# Psychologie des profondeurs

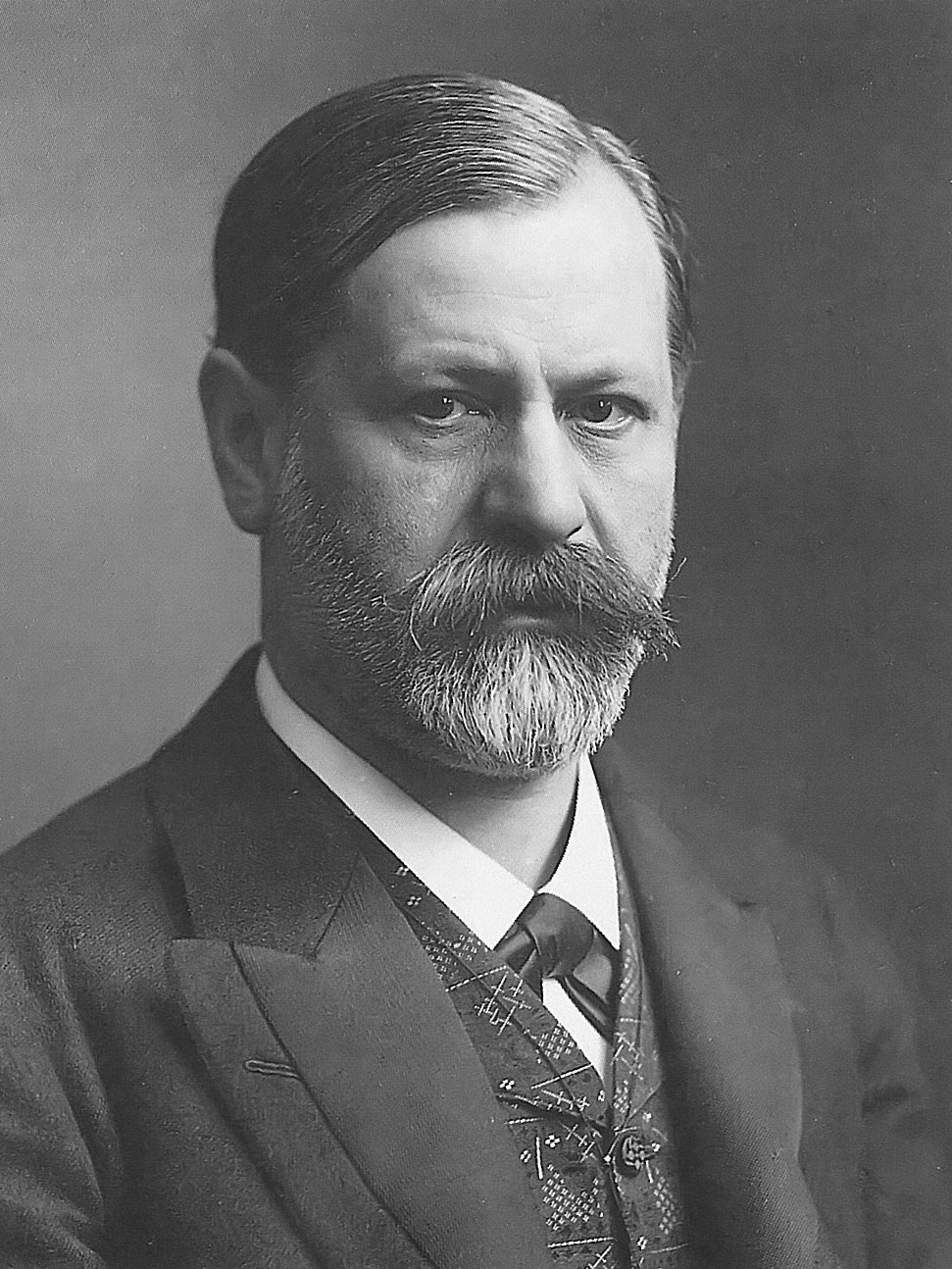
Image de Sigmund Freud, l'un des penseurs de la psychologie des profondeurs.

La psychologie des profondeurs (Tiefenpsychologie en allemand) est une expression utilisée pour qualifier différentes recherches de la science de l'inconscient, couvrant à la fois la psychanalyse et la psychologie. Elle correspond également à la théorie psychologique qui explore la relation entre le conscient et l'inconscient, ainsi que les modèles et la dynamique de la motivation et de l'esprit. Les théories suivantes sont considérées comme ses fondements.
- la psychanalyse de Sigmund Freud
- la psychologie analytique de Carl G. Jung.
- la psychologie individuelle d'Alfred Adler.

## Développement
Le terme « psychologie des profondeurs » a été inventé par Eugen Bleuler et fait référence aux approches psychanalytiques de la thérapie et de la recherche qui prennent en compte l'inconscient. Le terme a été rapidement accepté l'année de sa proposition (1914) par Sigmund Freud, pour couvrir une vue topographique de l'esprit en termes de différents systèmes psychiques. Il est considéré comme ayant révolutionné ce domaine, qu'il considérait dans ses dernières années comme son œuvre la plus importante.
Depuis les années 1970, la psychologie des profondeurs fait référence au développement continu des théories et des thérapies lancées par Pierre Janet, William James et Carl Gustav Jung, ainsi que Freud. Tous explorent les relations entre le conscient et l'inconscient (incluant ainsi à la fois la psychanalyse et la psychologie jungienne).